# فرد چارلز (بازیکن فوتبال)
فرد چارلز (انگلیسی: Fred Charles؛ زادهٔ) بازیکن فوتبال است.
از باشگاه‌هایی که در آن بازی کرده‌است می‌توان به باشگاه فوتبال دونکستر راورز، باشگاه فوتبال گریمزبی تاون، باشگاه فوتبال بیرمنگام سیتی، و باشگاه فوتبال شفیلد یونایتد اشاره کرد.